# Julian Mark Hugh Shaw
Julian Mark Hugh Shaw (1955 ) es un botánico inglés, que escribe habitualmente en "The New Plantsmen". Es un especialista en orquídeas.

## Algunas publicaciones
- paul m. Dewick, julian m.h.Shaw. 1988. Podophyllums

### Libros
- william t. Stearn, julian m.h. Shaw, peter s. Green. 2002. Genus Epimedium. Ed. Timber Press. 354 pp. ISBN 0881925438
- David Sander, julian m.h. Shaw. 2002. Sander's List of Orchid Hybrids: 3 Year Addendum, 1999-2001. Ed. Royal Horticultural Society. 832 pp. ISBN 1902896327
- 2008. Sander's List of Orchid Hybrids: Addendum 2005-2007. Ed. Royal Horticultural Society. 1.040 pp. ISBN 1902896890

- La abreviatura «J.M.H.Shaw» se emplea para indicar a Julian Mark Hugh Shaw como autoridad en la descripción y clasificación científica de los vegetales.[2]